# Joseph Ferrer
Joseph Ferrer (Cañada de Benatanduz, 1682 - Toledo, 1752) fue un compositor y religioso español.
En su juventud desempeñó cargos artísticos en las catedrales de Valencia y Toledo, villa en la que  murió el 1752.
Escribió una obra titulada Escudo político de la entrada del Miserere nobis de la Misa Scala Aretina que compuso con Francisco Valls, maestro de capilla de la S. I. de Barcelona, en la que se ocupaba de la polémica promovida en aquella época por varios músicos con motivo de la citada entrada.